# الخط البركاني الكاميروني

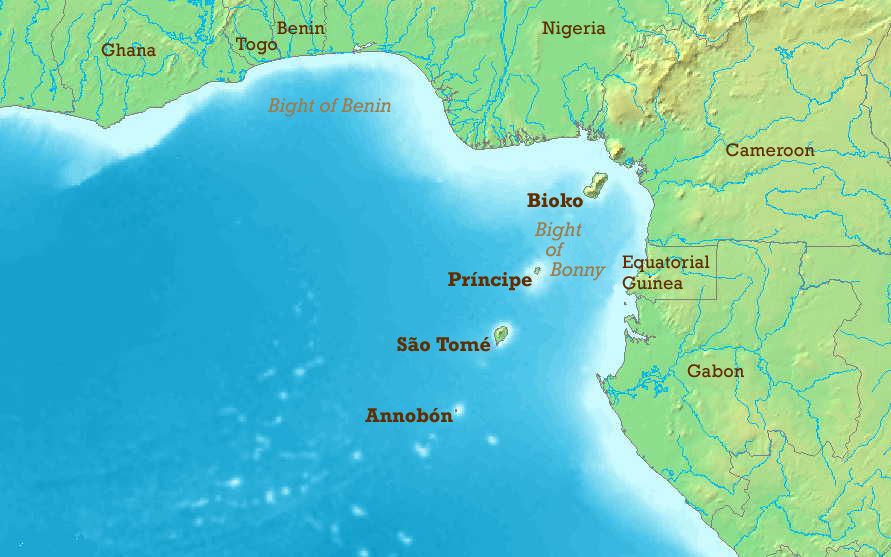
خريطة لخليج غينيا، تُظهر سلسلة الجزر التي شكلها خط الكاميرون من البراكين.

خط الكاميرون هو عبارة عن سلسلة من البراكين بطول 1,600 كيلومتر (990 ميل). تشمل الجزر في خليج غينيا والجبال الممتدة على طول المنطقة الحدودية لشرق نيجيريا وغرب الكاميرون، من جبل الكاميرون على خليج غينيا شمالًا وشرقًا باتجاه بحيرة تشاد. تتمتع الجزر، التي تمتد على خط الاستواء، بمناخ مداري وتؤوي العديد من أنواع النباتات والطيور الفريدة. المناطق الجبلية في البر الرئيسي أكثر برودة بكثير من الأراضي المنخفضة المحيطة بها، كما تحتوي على بيئات فريدة ومهمة من الناحية البيئية.
الخط البركاني الكاميروني غير معتاد جيولوجيًا في الامتداد عبر المحيط والقشرة القارية. تم تطوير فرضيات مختلفة بواسطة علماء الجيولوجيا المختلفة لشرح الخط.  

## جغرافية

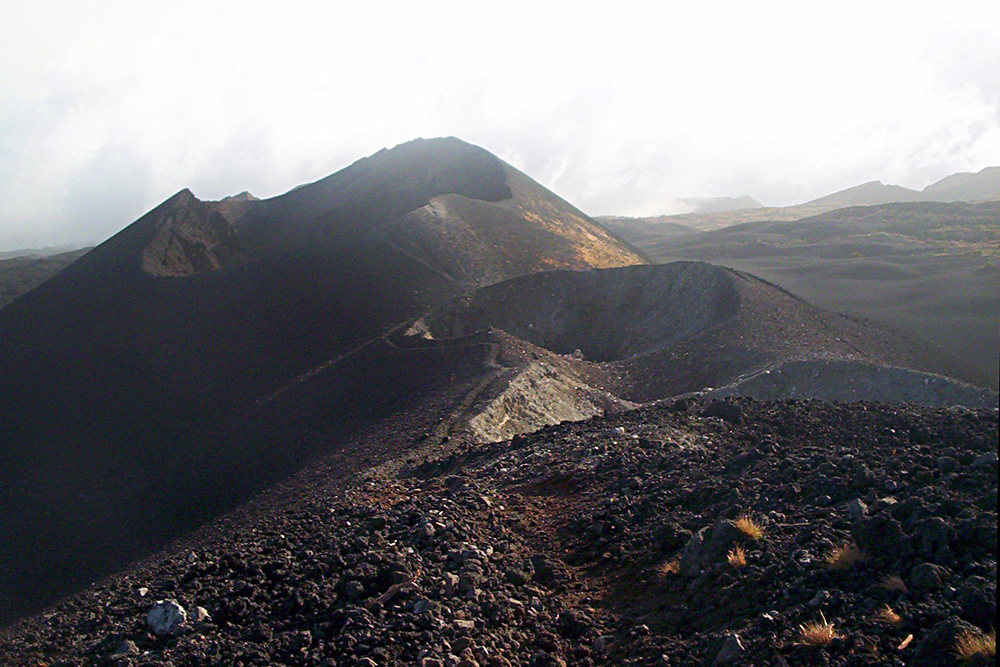
فوهات جبل الكاميرون بعد ثوران البركان عام 2000

في خليج غينيا، يتكون خط الكاميرون من ستة تضاريس بركانية في الخارج تشكلت جزر أو جبال بحرية. من الجنوب الغربي إلى الشمال الشرقي، مجموعات الجزيرة هي باغالو (أو أنوبون) وساو تومي وبرينسيبي وبيوكو. تقع اثنين من الجبال البحرية الكبيرة بين سان تومي وبرينسيبي، وبين برينسيبي وبيوكو. في البر الرئيسي، يبدأ الخط بجبل الكاميرون ويمتد إلى الشمال الشرقي في نطاق يعرف باسم، موطن غابات المرتفعات الكاميرونية.الانتفاخات البركانية الداخلية مانينجوبا، بامبوتو وأوكو كتلة صخرية. شرق أوكو، توجد المزيد من الجبال البركانية في هضبة نغاونديري، ويبدو أن بعضها له أصول متشابهة.